# Clovis Roca
Clovis Daniel Roca Ugarteche, noto semplicemente come Clovis Roca (21 settembre 1997), è un calciatore boliviano, centrocampista dell'Oriente Petrolero.

## Caratteristiche tecniche
È un trequartista.

## Carriera

### Club
Ha giocato nella prima divisione boliviana.

### Nazionale
Con la nazionale Under-20 boliviana ha preso parte al campionato sudamericano Under-20 2017 disputando un incontro.